# میساکی کوماکورا
میساکی کوماکورا (انگلیسی: Misaki Kumakura؛ زادهٔ ۲۹ مارس ۱۹۸۳) ورزشکار روئینگ اهل ژاپن است.